# Mazuela
Mazuela település Spanyolországban, Burgos tartományban.  Lakosainak száma 56 fő (2024).

## Népesség
A település népessége az utóbbi években az alábbiak szerint változott:
| Lakosok száma | 84   | 76   | 73   | 72   | 70   | 63   | 64   | 57   | 59   | 56   |
|               | 2001 | 2004 | 2006 | 2009 | 2011 | 2014 | 2016 | 2019 | 2021 | 2024 |